# Juan Legido
Juan Legido Díaz (Tetuán, Protectorado español de Marruecos, 15 de enero de 1922 - Bogotá, 28 de mayo de 1989), también conocido como El Gitano Señorón, fue un cantante popular español de mediados del siglo xx, especialmente reconocido en los países de América Latina.

## Biografía
Juan Legido, conocido como El Gitano Señorón, nació el 15 de enero de 1922 en Tetuán, capital del Protectorado español de Marruecos. Hijo de Francisco Legido Pérez —militar natural de Yecla, Murcia— y de Bárbara Díaz Vela —de Hellín, Albacete—. Luego se mudan a Madrid, al barrio de Lavapiés del centro de la capital española.
Destacó como cantante de temas populares españoles en la orquesta Los Churumbeles de España, con la que mantuvo una carrera prolífica durante años. Popularizaron canciones como «No te puedo querer», «Doce cascabeles», «La Leyenda del Beso», «Lisboa Antigua», «Las Bodas de Luis Alonso», «El Beso» o «El Gitano Señorón».
Juan Legido se separó del grupo sin que hubiese tenido la gran trascendencia que logró en una segunda oportunidad. Grabó como solista hacia mediados del año de 1951, regresando con ellos para grabar otras muchas canciones. Después, hacia los años 60, retomaron viejas grabaciones.
Falleció en el Hotel Duc de Bogotá, Colombia, en la madrugada del domingo 28 de mayo de 1989. Un paro cardíaco le sobrevino en su habitación, después de haber presentado un programa biográfico de cuatro horas en televisión.

## Obras

### Discografía
Sus grabaciones pasan de las 500 canciones en los primeros años. Posteriormente graba diez nuevos discos, de los que venden 10 millones de copias entre 1950 y 1965. Llegan al récord de vender medio millón de discos sencillos en la primera semana de lanzamiento.[cita requerida]
Destacan sus éxitos:
- «Maite»
- «Bajo el Cielo Andaluz»
- «No te puedo querer»
- «El Beso»
- «Si vas a Calatayud»
- «La Zarzamora»
- «El Relicario»
- «María Dolores»
- «Tres Veces, Guapa»
- «No te puedo querer»
- «Cariño Maite»
- «En mi viejo San Juan»
- «El Farolero»
- «Lola Puñales»
- «Que bonito es el querer»
- «El Gitano Señorón»
- «La Parrala»
- «Dos cruces»
- «Ojos Verdes»
- «Doce cascabeles»

### Cine
Juan Legido participó en las siguientes películas:
- Había una vez un Marido (México, 1952).
- Sí... mi Vida. (México, 1952).
- Mujeres sin Mañana (1951).
- Tío de mi Vida (1952)
- Porqué peca la Mujer (1952)
- Caribeña (1953)
- Juicio contra un Ángel (1954)
- De Ranchero a Empresario (1954)
- Música y Dinero (1958)
- Sindicato de Telemirones (1964)